# جواد نصر الله
 السيد جواد كاظم نصر الله ( توفي في 2 يناير 1808) كان السادن الثالث والأربعون للروضة الحسينية من عام 1802 حتى عام 1808.    

## سيرته
ولد نصرالله في تقريبا 1725 للسيد كاظم نصرالله الفائزي. جده السيد نصرالله الفائزي ، هو الجد الأعلى لآل نصرالله، وهو عالم وشاعر بارز. ينحدر نصر الله من قبيلة آل فائز النبيلة. 
بعد مقتل السيد موسى الوهاب في غزوة الوهابية على كربلاء، بعث بعض وجهاء المدينة وهم السيد علي الطبطبائي والسيد مرتضى الدراج ( النقيب آنذاك) و الشيخ علي عبد الرسول (سادن الروضة العباسية) مظبطة إلى الوالي سليمان باشا ، طالبين فيها أن يكون نصرالله سادنا للروضة الحسينية، وهكذا في يوم 2 يونيو 1802 ، صدر بيولوردي من الوالي يعلن نصر الله سادنا للروضة المقدسة.  
نظرا لعمله، كان نصر الله أحيانا يلقب بالكليدار، الكلمة التي اصلها كلمات كليت و دار باللغة الفارسية، التي تترجم إلى حامل المفتاح. غالبًا ما كان هذا الاسم يُطلق على الذين يتولون دور رعاية العتبات المقدسة.  ومع ذلك، فإن أحفاد نصر الله لم يحملوا الاسم، وظلوا على نصر الله. 
بمساعدة نجل السيد محمد مهدي الشهرستاني (المتوفي 1801) ، جمع المسجد الذي كان مقرا لمفتي السنة في كربلاء مع الصحن الكبير، مما أجبر متولي قصبة كربلاء أمين آغا ترك  على انتقال المفتي إلى الصحن الصغير المعروف بمقبرة البويهيين . 
في عام 1804 ، أشرف على توسيع الرواق الغربي والشمالي من مرقد الامام، مضيفًا مرقد السيد إبراهيم المجاب إلى الجانب الشمالي الغربي من الضريح الشريف. 
تم تعيين نجله السيد علي سادنا بعد وفاته. 

## وفاته
توفي نصرالله يوم السبت 2 يناير 1808 ودفن في مقبرة آل نصرالله في الروضة الحسينية. 